# モンスーン

インド南西部の夏季モンスーンの開始日と優勢な風の流れ

モンスーン（英: monsoon）とは、ある地域で、一定の方角への風が特によく吹く傾向があるとき（その風を卓越風と呼ぶ）、季節によって風の吹く方角（卓越風向）が変化するものを呼ぶ。アラビア語の「季節」（موسم mawsim、マウスィム）に由来する用語である。
これは、アラビア海で毎年6月から9月にかけて南西の風が、10月から5月にかけて北西の季節風が吹き、沿岸諸国の海上貿易、交通に大きな影響を与えていたことによる。もともとは毎年同じ時期に行われる行事のことを意味していたが、アラビア海で時期によって向きが変わる風のことを指す語となり、季節風として広まった。アフリカのサブサハラや南米などでは雨季の嵐や大雨を、インドや東南アジアでは雨季そのものを意味する語としても使用されている。
インドでは「モンスーンというと小学生でも知っているが、気象台ではこれについて何も知らない」と言われている。この言葉は、モンスーンが身近でありながら厳密な定義がなされていない俗語であることを意味する。
日本の教科書には季節風と表記されている。

## 発生原理
基本的にモンスーンの原理は、海陸風と同じである。大陸は暖まりやすく冷えやすい一方、海洋は暖まりにくく冷えにくいという特徴がある。そのため夏季には大陸上の空気の方が暖かくなり上昇気流を生じ、それを補うために海洋から大陸へ季節風が吹く。逆に冬季には海洋の方が暖かくなるので、大陸から海洋へ季節風が吹く。海陸風は昼と夜で風向が変わるが、季節風は夏と冬で風向が変わる。

## モンスーンの分布とモンスーン気候
海陸分布に加えて、大気大循環に伴う、緯度帯ごとの循環があるため、モンスーンの発生地域（モンスーン気候）は偏った分布をしている。
特に大陸東岸、低緯度の大陸南岸（南半球では北岸）に多くみられ、東アジアからインド洋沿岸部、アフリカ大陸東部、カリブ海、南北アメリカ大陸東岸、オーストラリア東岸などが代表的である。
特にアジアのものは非常に規模が大きく、アジアモンスーンとも呼ばれる。アフリカ東岸からインド洋を経て東アジアまでの約1万kmに渡って、高温多湿な空気の流れが形成される。モンスーン・アジアでは、ある時期を境に気候が急激に変化することから、モンスーンの発生が正確に把握されている。アジアモンスーンの源流は、5月中旬にアフリカ東岸のマダガスカル付近で発現し、湿ったインド洋の空気の供給を受けながら北東に動き、西アジアにも影響を及ぼしながらインドを含めた南アジアに達する。その後もベンガル湾、インドシナ半島、中国南部を経て、日本を含めた東アジアにも及ぶ。梅雨の原因の1つである。
モンスーンが海側から吹くと湿った空気が内陸にもたらされ、強い降雨を伴う雨期となる。逆に大陸側から吹き込むと乾燥した空気がもたらされるため乾期となる（ただし、冬の日本の日本海側のように、大陸由来の乾いた風が短い海域で湿った風に変質することもある）。この働きで、モンスーンは乾季・雨季のある気候を形成するが、全体としては湿潤な気候をもたらすため影響下の地域では熱帯モンスーン気候（Am）や温帯夏雨気候（Cw）、温暖湿潤気候（Cfa）となり、稲作の好適地となる。
東南アジア諸国では、雨季の豊富な雨量と高温が、米の二期作・三期作などを可能にしている。北米ではグレートプレーンズと呼ばれる平原地帯がモンスーンの影響下にはいるため、穀倉地帯となっている。
モンスーン地域では特に夏期に湿った空気の供給を受けるため、亜熱帯地域であっても夏に乾燥せず、豊富な熱帯雨林が形成される。このため逆に、夏に乾燥する地中海性気候は大陸東岸にはほとんどみられない。
インドをはじめとした南アジアや東南アジアでは、それまで専ら東寄りの風が吹いていたにもかかわらず、ある日から急に西寄りの風が吹き始め、数日間で完全に西よりの風に変わってしまう。そのため、これらの地域では、モンスーンを風や天候の劇的な変化と強く結びつけて考えることが多い。このような地域は貿易風の影響が強い低緯度帯に多い。日本のような中緯度帯では、移動性高気圧や低気圧の影響を受けやすいので主風向が変わりやすく、このような劇的な変化は見られない。

## 各地の季節風

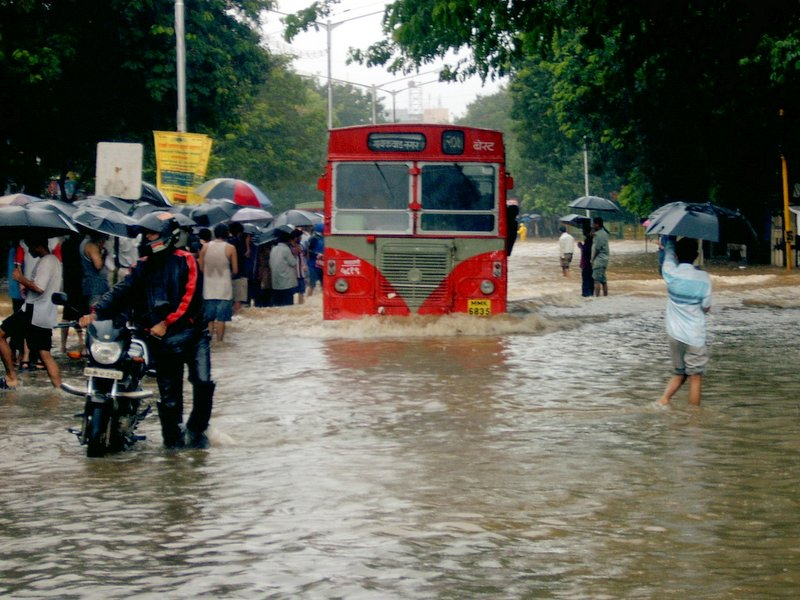
モンスーンによる洪水に見舞われたムンバイ

### 南アジア
北半球が秋に入ったころから、ユーラシア大陸中央部にシベリア高気圧が発達し始める。この高気圧からは乾燥した冷たい北東季節風が吹き出す。インド・ネパール・バングラデシュなどの南アジアでは、11月前後から5月頃までこの北東季節風による乾燥した気候が続く。しかし、夏になるとシベリア高気圧が弱まり、西アジアに気圧が低い地域ができ、南インド洋やオーストラリア付近からこの低気圧に向かって南西季節風（インドモンスーン）が吹き出す。6月になると、インド南西部からこの季節風が強まり始め、次第に北東へ広がってゆく。これに伴い、インド南西部から長い雨季が始まる。雨季は9月まで続き、この地域の年間降水量の4分の3以上がこの時期に降る。そのため、10億人を超える南アジアの人口を支える農業や生活は雨季の雨に依存しており、この時期の少雨は食料不足や飢餓などの深刻な問題を引き起こす要因となる。しかしいっぽうで、長雨により各地で毎年のように洪水が起き、大きな被害を出している。

### 東南アジア北部
東南アジア北部のタイ、ベトナム、ラオスなどでは、南アジアより早く3〜5月頃から風向が変わり始める。冬季は南シナ海で東風、インドシナ南部で南東風、インドシナ北部で北東風だが、熱帯収束帯の北上とともに南寄りの風に変わっていき、夏季の7〜8月ごろには全域で西風になる。この地域では、冬は沿岸部を除いて雨が多くない期間であるが、春に入ると湿った空気により内陸部でも雨が増えてくる。多くの地域で5月に雨季が始まる。雨季に小休止のある地域もある。9〜10月頃に多くの地域で雨季が終了し、雨の少ない乾季となる。ただ、ベトナムなどのインドシナ東岸では、12月頃まで雨季が断続的に続く。

### 東南アジア南部
東南アジア南部のマレーシア、シンガポール、フィリピン、インドネシアなどでは、5〜10月の雨季に南西から吹く。ただし、スマトラ島とジャワ島の南沿岸では東風となる。11〜4月の乾季には、述べた4カ国の地域で北東から吹く。ただし、スマトラ島とジャワ島の南沿岸では南西風となる。タイのバンコクやフィリピンのマニラは、このような雨季と乾季の交代に沿った降水量の推移を観測する。しかし、マレーシアのクアラルンプールは6〜7月の雨量が落ち込み、また、インドネシアのジャカルタは8月に雨量が底を打つ。この地域は気候の多様性に注意を要する。

### 東アジア
中国西部・北部とモンゴルを除いた東アジアの広い地域で、モンスーンが見られる。また、このモンスーンの範囲は太平洋のミッドウェー島付近まで続いている。冬季の北風・北西風・西風と、夏季の南風・南東風・東風に特徴付けられる。
華南や南シナ海では、5月頃に南西風が吹き始めるとともに、雨季が始まる。このころ、東南アジアの赤道上の熱帯収束帯は弱まり、華南付近にもう1つの収束帯が形成される。これに向かって風が吹き込むことで、南西風が起こる。華南付近の収束帯は7〜8月までの間にどんどん北上していく。これは日本で梅雨前線と呼ばれる前線であり、東にも長く伸びてくるが、西側の中国内陸部では空気が乾燥してしまうため雨は多くない。8月からは大陸の高気圧の勢力が増してきて、南風・南東風・東風が弱まってくる。日本付近では秋雨前線に当たる小さな収束帯の南下が見られるが、中国方面では収束線は現れにくい。東アジアでは、雨季は2〜3ヶ月程度である。冬は乾燥して雨が少ない。

#### 日本
日本では夏季には太平洋高気圧から吹き出す南東風が卓越し、冬季にはシベリア高気圧から吹き出す北西風が卓越する。大陸からの季節風は乾燥しているのが普通であるが、日本海を渡る間に暖流の対馬海流が流れている海面から水蒸気の供給を受けて変質して湿った空気となる点が特異的である。この湿った季節風により日本海側に大雪がもたらされる。

### 東アフリカ
モンスーン(季節風)が吹くため、インドから紅海沿岸にかけての地域では、古代から『エリュトゥラー海案内記』の記述にあるように紅海を中心に陸沿いにインド洋交易をしていてモンスーンを利用した海上貿易が行われていたことが分かっている。古代ローマの時代になるとヒッパルコスの風としてローマ帝国でも知られるようになり、海のシルクロードの発展にも寄与した。

### 北アメリカ

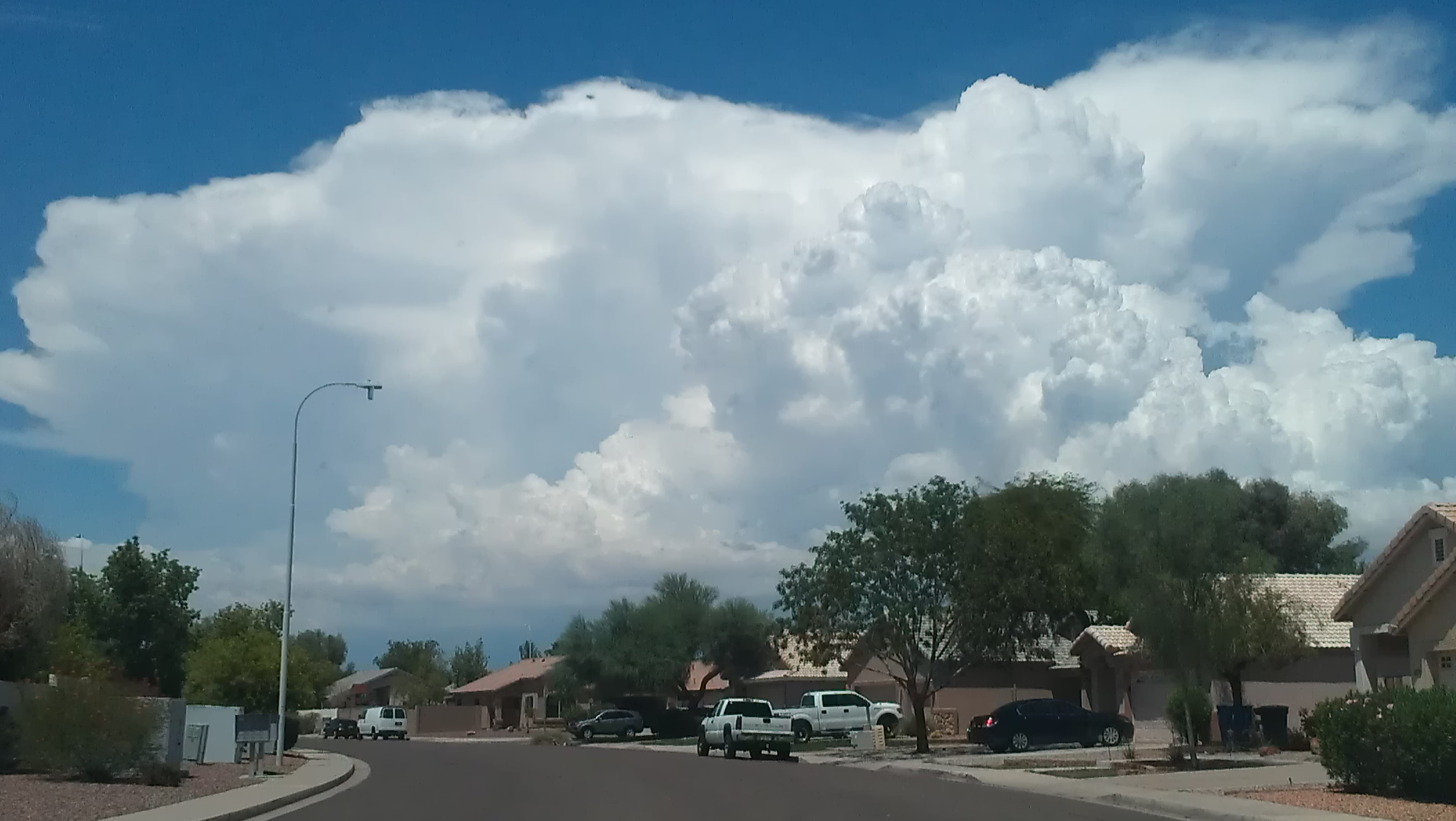
アリゾナ州フェニックスの空のモンスーン雲

北アメリカモンスーン（英語: North American monsoon, NAM）は6月下旬もしくは7月上旬から9月にかけて発生する。7月中旬にメキシコからアメリカ合衆国南部に拡大する。西シエラ・マドレ山脈に沿ってメキシコに影響を与え、アリゾナ、ニューメキシコ、ネバダ、ユタ、コロラド、テキサス西部、カリフォルニアにも到達する。西方向には半島山脈やカリフォルニア南部のトランスバース山脈まで突き出すが、太平洋岸には到達しない。北アメリカモンスーンは夏モンスーン(Summer)、南西モンスーン(Southwest)、メキシコモンスーン(Mexican)、アリゾナモンスーン(Arizona)として知られている。 また、影響を受ける地域の大部分がモハーヴェ砂漠またはソノラ砂漠であることから砂漠モンスーン(Desert monsoon)と呼ばれることもある。ただし、風向きの反転が不完全な南北アメリカの気候パターンを本当のモンスーンと呼べるのかには議論の余地がある。

## 語源
アラビア語で「季節」を表す موسم (mawsim) が、ポルトガル語 monçao になり、オランダ語 monssoen を経由して、1580年代に英語 monsoon になった。

## その他
インドには、施工不良、老朽化した建築物が多数存在しており、モンスーンの時期になるとしばしば死者を伴う建築物の崩壊事故などが発生する。